# Esfaqueamento no Centro Ismaili de Lisboa em 2023

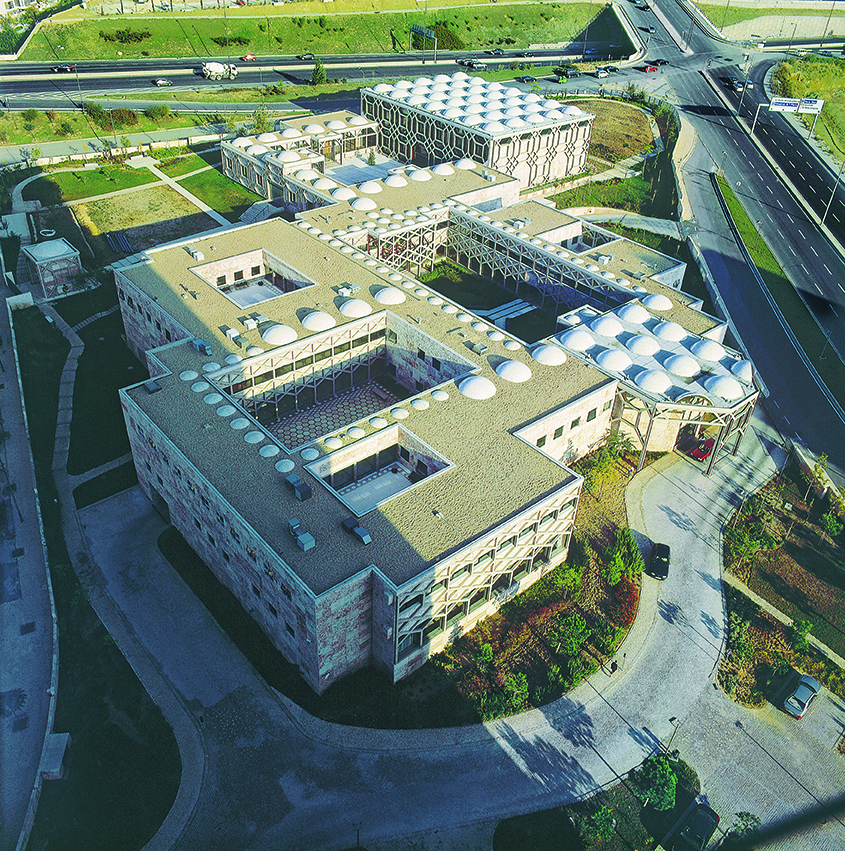
Vista aérea do Centro Muçulmano Ismaili em Lisboa.

O esfaqueamento no Centro Ismaili de Lisboa em 2023 aconteceu na manhã de 28 de Março, quando duas mulheres portuguesas, Farana Sadrudin e Mariana Jadaugy,   pertencentes ao pessoal do  Centro Muçulmano Ismaili em Lisboa  foram mortas à facada por Abdul Bashir, um refugiado afegão matriculado no centro. 

## Os acontecimentos
Na manhã do dia 28 de Março, cerca das 10 horas, Abdul Bashir saiu de casa com uma faca de grandes dimensões dissimulada na mochila e dirigiu-se, como era hábito, ao Centro Ismaili, para mais uma aula de língua portuguesa que frequentava, com outros colegas. Cerca de quarenta minutos depois, após atender um telefonema,  atacou o professor à facada, ferindo-o no pescoço e no abdómen. 
Saindo da sala, encontrou  Mariana Jadaugy, 24 anos, e Farana Sadrudin, 49. Esfaqueadas repetidas vezes, morreram no local. Uma terceira mulher, cujo nome não foi divulgado, foi perseguida mas conseguiu escapar.
Quando a polícia chegou ao local no minuto seguinte, foi forçada a disparar contra o homicida, atingindo-o numa perna. Foi conduzido ao hospital, onde ficou internado sob custódia , tendo sido submetido a operações.

## As vítimas
O professor de língua portuguesa ficou ferido e recebeu tratamento médico para ferimentos nas zonas do pescoço e cabeça  no  Hospital de Santa Maria recebendo alta hospitalar no mesmo dia do ataque. 
Farana Sahbudin Sadrudin,  de 49 anos de idade e nacionalidade  portuguesa, era a gerente e a principal responsável pela fundação Focus Europa, uma associação de assistência humanitária ,  era diplomada em Engenharia Informática,    e trabalhara também  para a seguradora  AXA  em Portugal, Espanha e Marrocos. Farana Sadrudin era sobrinha de Nazim Ahmad,o líder da comunidade ismaelita em Portugal.
Mariana Jadaugy, de 24 anos de idade, pertencia à comunidade muçulmana Ismaili,  desempenhava as funções de assistente social e “tinha em mãos o processo de naturalização” de Abdul Bashir. Era licenciada em Ciência Política e Relações Internacionais pela Universidade Nova de Lisboa, e concluira o mestrado de Ciências Sociais e Desenvolvimento no  Instituto Superior de Economia e Gestão da Universidade de Lisboa (ISEG) em 2019.
As duas vítimas mortais eram diretamente responsáveis pelo processo de integração social de Bashir em Portugal, um serviço que fornecia gratuitamente alojamento e alimentação à sua família  e preparava o seu pedido de naturalização.

## O criminoso
Abdul Bashir, de 28 anos de idade, era um refugiado afegão, vúvo e pai de 3 filhos menores,  que chegara a Portugal, vindo da Grécia, onde sua esposa teria morrido num campo de refugiados, ao abrigo de um acordo com o governo português. 
Ele havia sido técnico de telecomunicações em  Cabul , onde trabalhara para  a Huawei, havia saído do Afeganistão por volta de 2015 e chegado ao campo de refugiados grego em 2019.
Num vídeo de 2021 feito enquanto vivia no campo de refugiados grego, Abdul Bashir lamentou,  em inglês, a morte da sua esposa num incêndio no campo cinco meses após sua chegada como imigrantes irregulares em  Lesbos , na Grécia, afirmando que sua vida era muito difícil para ele e seus três filhos, e falou sobre seus pedidos de ajuda dirigidos ao  ACNUR  e de seu diploma de engenharia de telecomunicações.  Em Outubro de 2021,  foi recolocado em Portugal ao abrigo do  sistema formal de reinstalação de refugiados da UE, através de um acordo bilateral Grécia-Portugal com a ajuda da  Fundação Aga Khan  , e recebeu apoio (aconselhamento administrativo, alimentação e abrigo, aulas de língua portuguesa e aulas de costura)  do Centro Ismaili de Lisboa até à data do ataque.  Ele procurava ativamente um emprego em Portugal, mas sem sucesso, uma situação que o deixava frustrado.  Depois de chegar ao território da UE, Bashir tinha solicitado o estatuto de refugiado na Alemanha, mas as suas pretensões foram rejeitadas pelas autoridades alemãs.  À data do crime ainda tentava sair de Portugal e mudar-se para a Alemanha com os filhos. 
Em Portugal, Bashir vivia com os três filhos de 9, 7 e 4 anos  num apartamento arrendado em  Odivelas, que era pago pelo Centro Ismaili. Ele era descrito por vizinhos e empregados  de uma padaria próxima  como um pai atencioso e uma pessoa calma e educada, que não falava português. 

## Investigações
O telefonema que Abdul Bashir recebera enquanto estava na sala de aula na manhã do dia do crime, informava-o que não poderia viajar para Zurique, na Suiça, como planeara, por falta de um documento oficial que não lhe fora concedido. Uma vez lá, ele poderia ter desejado ficar na Suíça ou chegar à Alemanha, onde já havia estado, mas de onde fora enviado de volta para Lisboa,  por ter sido Portugal que lhe concedeu o estatuto de refugiado. Após o telefonema, Bashir usou a faca que trouxera escondida na mochila  para iniciar o ataque.
Várias fontes afirmam que Bashir estava sexualmente interessado na mulher mais jovem, Mariana Jadaugy, que ele matou naquele dia.  Declarações iniciais da Polícia Judiciária a 29 de Março descartaram o terrorismo como motivação do crime e falam antes de "surto psicótico",   mas em 31 de Março o  Ministério Público  afirmou que não descartaria o terrorismo como motivo. 
Ao mesmo tempo, de acordo com a polícia grega, ele era considerado suspeito do incêndio no campo de refugiados grego que matou a sua própria esposa.  A polícia grega notou que Abdul Bashir salvou os seus filhos do incêndio, mas não disse aos bombeiros que a esposa ainda estava dentro da casa.
Bashir assediava constantemente, há vários meses, a vítima Farana Sadrudin e enviava-lhe constantes telefonemas e mensagens. Segundo o canal televisivo SIC, o criminoso desejava que ela fosse viver com ele, tomando conta dos seus três filhos. O afegão  já tinha demonstrado um comportamento violento. A irmã desta vítima aponta ser do seu conhecimento um caso complicado de um afegão no centro de apoio, "rude, arrogante e impulsivo" que ela pensa ser precisamente Bashir.  A jornalista  Maria João Marques aponta possíveis motivações culturais e/ou religiosas para os crimes, notando o facto de que no Afeganistão "matar mulheres é tão comum como degolar uma galinha", mencionando porém ao mesmo tempo que em Portugal não existem problemas com as comunidades imigrantes.